# Kunstverlag Gustav Täubert
Der Kunstverlag Gustav Täubert war ein deutsches Unternehmen zum Vertrieb von Zeichnungen, Kupfer-, Stahl- und Holzstichen, Lithographien und Leporellos überwiegend aus eigener Herstellung. Seinen Sitz hatte er am Altmarkt in der sächsischen Residenzstadt Dresden. Vorgänger dieses Kunstverlags war eine Colorir- u. Lithograph. Anstalt.

## Geschichte

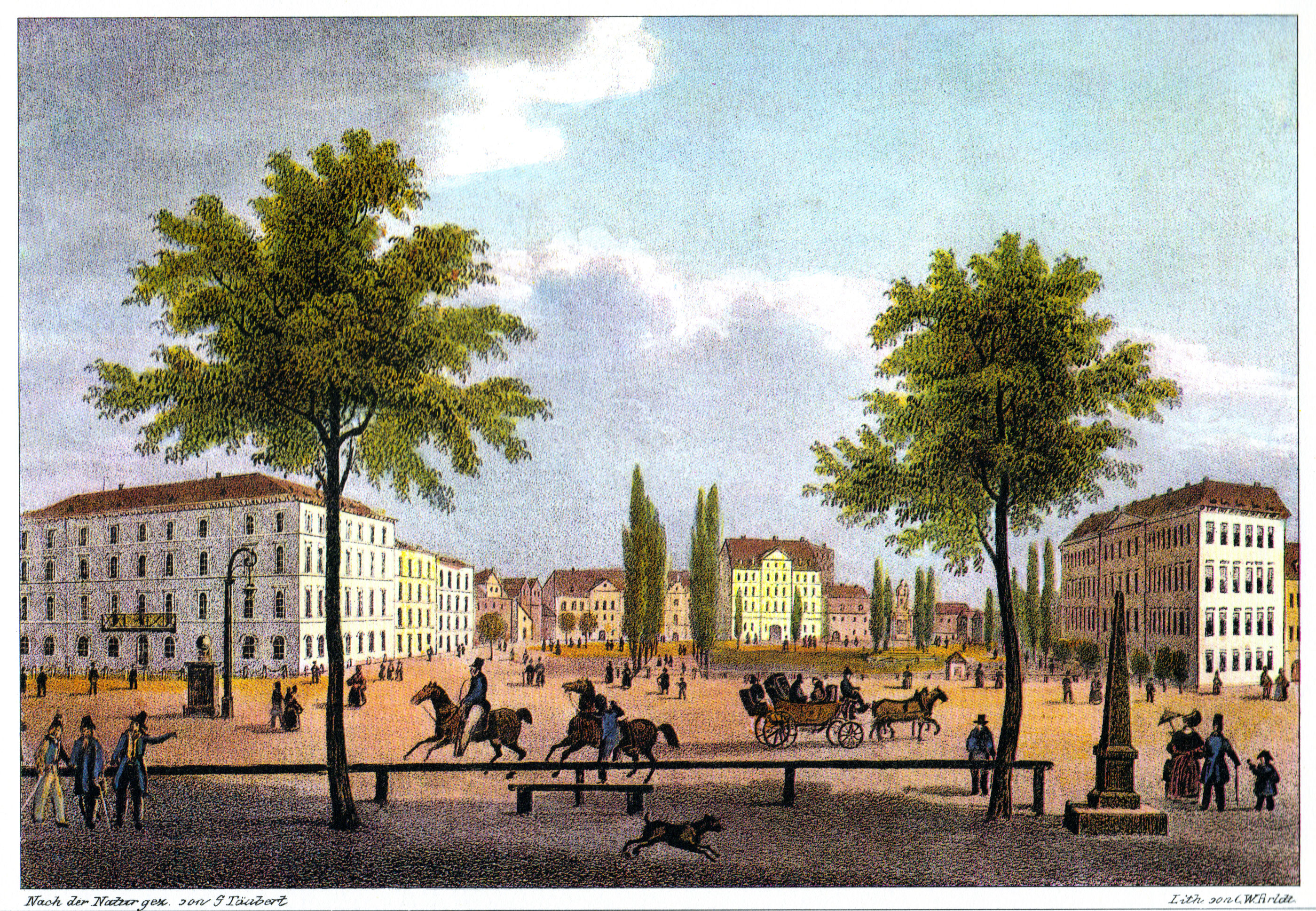
Ansicht aus Leipzig nach einer Zeichnung von Gustav Täubert, um 1840

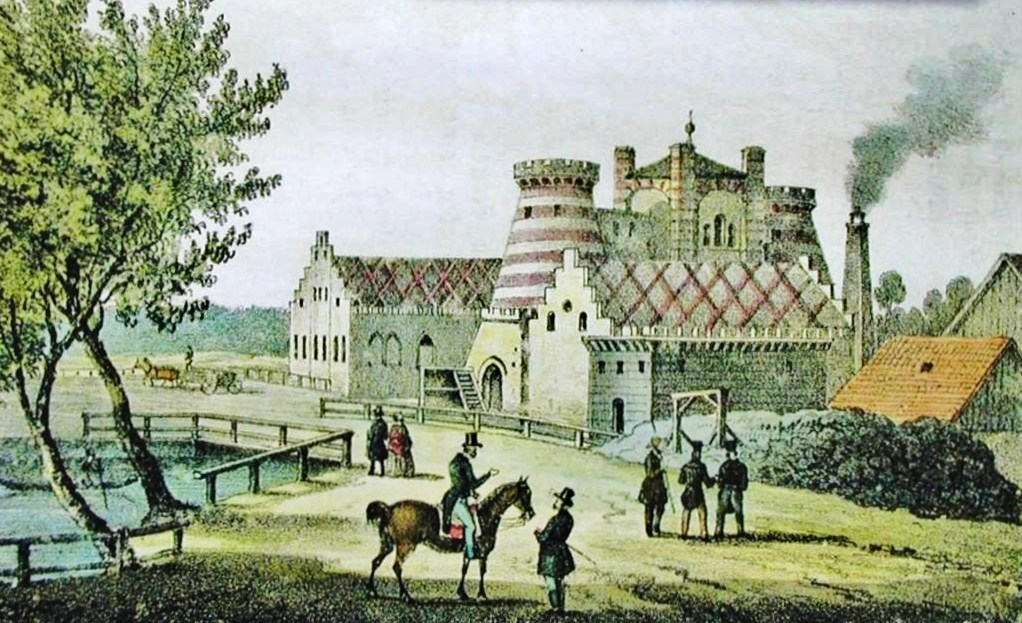
Zeichnung des Eisenhüttenwerks Keula von Gustav Täubert, um 1857

Aus der Geschichte des Kunstverlags ist nur wenig bekannt. Der Gründer und Besitzer der Firma war der Zeichner Gustav Täubert, der sich auf Architektur- und Landschaftsansichten spezialisiert hatte. Sein Vater war Kupferstecher und hatte ihn in die Technik des Kupfer-, Stahl- und Holzstichs sowie der Anfertigung von (Ton-)Lithographien eingeführt. Im Jahre 1834 nahm Gustav Täubert dann ein Studium an der Kunstakademie in Dresden auf. Danach machte er sich als Kunstverleger mit eigenem Ladengeschäft selbstständig, das er im Haus Altmarkt 8 in Dresden eröffnete. Er trat in den Gebirgsverein der Sächsischen Schweiz ein und förderte aktiv den Tourismus in Dresden und Umgebung, aber auch in anderen landschaftlich schönen Gegenden Deutschlands wie dem Harz und dem Riesengebirge. Für die Besucher dieser Regionen stellte er u. a. ansprechend gestaltete Leporellos oder Landschaftsansichten als Reiseandenken her. Besondere Beliebtheit fanden zum Beispiel sein Album von Dresden und der Sächsisch-Böhmischen Schweiz, das um 1860 in mehreren Auflagen erschien, und die 256 Ansichten des Rheins, die um 1865 in seinem Verlag in Dresden publiziert wurden.
Bekannt wurde Gustav Täubert auch durch seinen Führer durch die Sächsisch-Böhmische Schweiz. Mit kurzer Berücksichtigung der nächsten Umgebung Dresdens und eines Theiles des Böhmischen Mittelgebirges und Erzgebirges, der mindestens in 27 Auflagen erschien und von sich behauptete, der älteste treueste Führer seiner Art zu sein.